# مایکل اونیل (بازیگر)
مایکل اونیل (انگلیسی: Michael O'Neill؛ زادهٔ ۴ آوریل ۱۹۴۷) یک هنرپیشه اهل ایالات متحده آمریکا است.
از فیلم‌ها یا برنامه‌های تلویزیونی که وی در آن نقش داشته است می‌توان به قاچاق، تبدیل‌شوندگان، جی. ادگار، افسانه بگر ونس، دارای هستی، جوخه مد، جنایت آمریکایی و شکارچی آفتاب اشاره کرد.

## اوایل زندگی
اونیل در مونتگومری ، آلاباما به دنیا اومد و درانجا بزرگ شد او در سال ۱۹۶۹ از دبیرستان فارغ التحصیل شد‌. او در دبیرستان بسکتبال بازی می کرد و یکی از برگزیدگان کلاس انتخاب شد .او در سال ۱۹۷۴ از دانشگاه (اوبرن)فارغ التحصیل شد.